# Psettopsis
Psettopsis è un genere di pesci ossei estinto, appartenente ai perciformi. Visse nell'Eocene medio (circa 49 milioni di anni fa) e i suoi resti fossili sono stati ritrovati in Italia.

## Descrizione
Questo pesce di dimensioni medie poteva oltrepassare i 45 centimetri di lunghezza, e possedeva un corpo ovale o arrotondato e compresso lateralmente. La testa era profonda e gli occhi grandi, mentre le fauci erano corte e piccole. La pinna dorsale era alta e si estendeva in una struttura ad arco, andando a coprire l'interezza del dorso. La parte più posteriore della pinna era anche la più alta. La pinna anale aveva una forma simile, anch'essa alta e arrotondata. La pinna caudale era di forma triangolare e non era biforcuta.

## Classificazione
Psettopsis era un membro del grande e variegato ordine dei perciformi. A causa della forma del corpo e della disposizione delle pinne, Psettopsis è stato avvicinato alla famiglia dei Monodactylidae, attualmente rappresentati da alcune forme di piccole dimensioni. Il genere Psettopsis è stato istituito nel 1969 da Blot, sulla base di resti fossili ritrovati nei ben noti giacimenti fossiliferi di Bolca; la specie tipo è Psettopsis subarcuatus, inizialmente attribuita da Volta nel 1796 alla specie attuale Chaetodon arcuatus e in seguito attribuita a una nuova specie, Chaetodon subarcuatus (de Blainville, 1818) e poi descritto da Agassiz come Pomacanthus subarcuatus (1833). Nel 2005 è stata descritta anche la specie P. latellai, dotata di un maggior numero di raggi nella pinna dorsale e nella pinna anale. Un altro monodattilide rinvenuto a Bolca è Pasaichthys, di dimensioni nettamente minori.

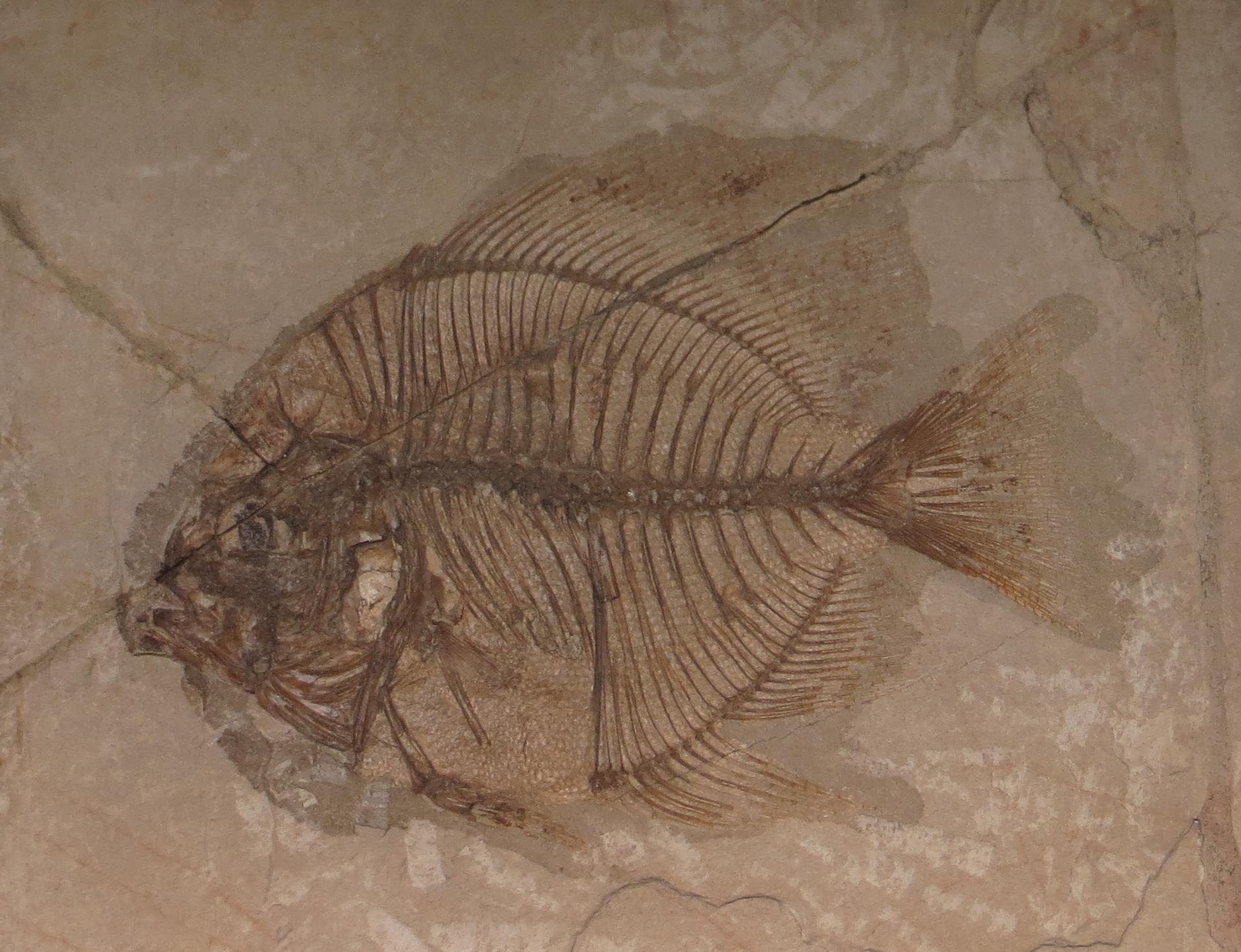
Fossile di Psettopsis subarcuatus

## Paleecologia
Psettopsis era un pesce dai movimenti lenti che viveva in una laguna tropicale, cibandosi almeno parzialmente di piante acquatiche.